# Otto Ohlendorf

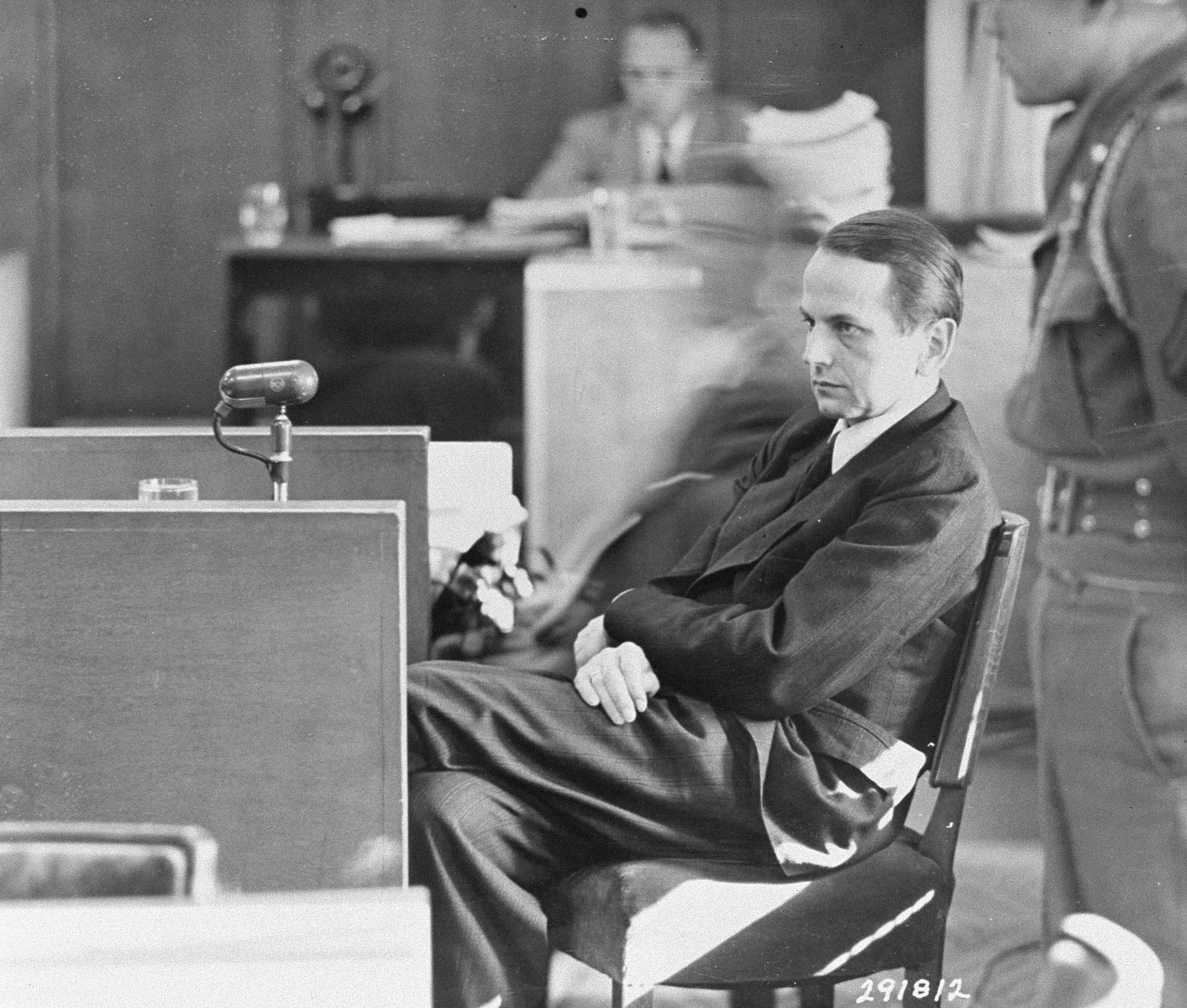
Ohlendorf durante seu julgamento em 9 de outubro de 1947.

Otto Ohlendorf (4 de fevereiro de 1907 – 8 de junho de 1951) foi um oficial alemão que serviu na SS nazista com a patente de Gruppenführer e também foi chefe da Inland-SD (responsável pela inteligência e pela segurança interna), uma subdivisão da Sicherheitsdienst (SD). Ohlendorf foi comandante da Einsatzgruppe D, que perpetrou vários assassinatos e outras atrocidades na Moldávia, no sul da Ucrânia, na Crimeia e, durante 1942, no norte do Cáucaso russo. Por estas ações, Otto Ohlendorf foi considerado uma das figuras mais proeminentes do Holocausto. Em 1951, ele foi condenado e executado por crimes de guerra e contra a humanidade cometidos durante a Segunda Guerra Mundial.